# Дорфер, Маттиас
Маттиас Дорфер (нем. Matthias Dorfer; род. 7 марта 1993, Бад-Райхенхалль, Бавария) — немецкий биатлонист,  чемпион мира среди юниоров.

## Карьера
Впервые Маттиас появился на международных гонках в 2012 году, когда он принимал участие на чемпионате мира среди юниоров, проходящего в Контиолахти, что находится в Финляндии. На гонках такого уровня спортсмен взял серебро в спринте и бронзу в эстафете. Через два года спортсмен вновь принял участие на гонках такого уровня в Преск-Айле, где взял золото в эстафетной гонке.
Помимо этого, спортсмен принимал участие и на чемпионате Европы, где в 2016 году занял второе место в одиночной смешанной эстафете.
| Чемпионат Европы 2016 | Чемпионат Европы 2016 | Чемпионат Европы 2016 |
| Место Проведения      | Место                 | Тип гонки             |
| --------------------- | --------------------- | --------------------- |
| Россия, Тюмень        | 2                     | Сингл-микст           |